# 東咸三
蛇夫座ψ，又名BD-19 4365，HD 147700、SAO 159892、HR 6104，是蛇夫座的一颗恒星，视星等为4.5，位于銀經356.17，銀緯20.18，其B1900.0坐标为赤經16h 18m 15s，赤緯-19° 20.18′ 12″。